# Tikopia
Tikopia er en lille ø beliggende i Salomonøerne. Øen har befolkningskontrol, da den er så lille og isoleret, og den derfor ikke må blive overfyldt. I 1920 boede der ca. 1000-2000 mennesker. Der kommer kun skibe til Tikopia ca. 2 gange om året, så de er næsten totalt selvforsynende.

## Fiskeri på Tikopia
Omkring øen anvendes forskellige fisketekniker:

### Typer, tekniker og niches
- Dybtvands fiskeri – Brug af tungt blylod ned til 200 m. i nattetimerne.
- Line efter båd – En line bliver spændt efter en båd, hvor der i enden er fastgjord en krog. Fiskes udenfor revet.
- Fiskeri med net – Et net, som bliver kastet ud fra en kano, og så håber man på at der er noget i nettet når det trækkes ind.
- Harpun (Nat/dag) – Når de rammer fisken så trykker de den op mod rev-stenene. Fiskeri efter hajer med flyde udenfor revet.

### Produktion
Produktionen per time per mand beløber sig til ca. 1 kg. 

## Cyklonen Zoe
På Tikopia har der været cykloner i 1952, 1985, 1991 og 2002.
I 2002 var det cyklonen Zoe, der hærgede. Den bevirkede, at alle mennesker på Tikopia ændrede deres huse. De normale huse på Tikopia bestod af bliktage og trævægge. Efter Zoe, den 28. december, havde været der, byggede alle sine huse om til huse, som ikke er mere end 2-3 m. høje og døren ca. 1 m. høj fra jorden af. Det gør, at hvis der skulle komme flere cykloner, så vil vinden glide over tagene.
12°17′47″S 168°49′55″Ø / 12.29639°S 168.83194°Ø